# Erigone allani
Erigone allani Chamberlin & Ivie, 1947 è un ragno appartenente alla famiglia Linyphiidae.

## Distribuzione
La specie è stata rinvenuta in Alaska

## Tassonomia
È stato osservato solamente l'olotipo di questa specie nel 1947
Attualmente, a maggio 2014, non sono note sottospecie